# Astwood Bank
Astwood Bank – wieś w Anglii, w hrabstwie Worcestershire, w dystrykcie Redditch. Leży 21 km na wschód od miasta Worcester i 150 km na północny zachód od Londynu.